# Лумис (Калифорнија)
Лумис (енгл. Loomis) град је у америчкој савезној држави Калифорнија. По попису становништва из 2010. у њему је живело 6.430 становника.

## Демографија
Према попису становништва из 2010. у граду је живело 6.430 становника, што је 170 (2,7%) становника више него 2000. године.
| Група             | 2000.         | 2010.         |
| Белци             | 5.318 (85,0%) | 5.376 (83,6%) |
| Афроамериканци    | 12 (0,2%)     | 33 (0,5%)     |
| Азијати           | 202 (3,2%)    | 169 (2,6%)    |
| Хиспаноамериканци | 430 (6,9%)    | 568 (8,8%)    |
| Укупно            | 6.260         | 6.430         |